# ベルシー・アレナ
ベルシー・アレナ（Bercy Arena、旧称パレ・オムニスポール・ド・パリ・ベルシー、命名権で呼ぶ場合はアコー・アレナ）は、フランスのパリ12区にあるフランス最大の屋内競技場。ベルシー体育館とも呼ばれる。

## 概要
1984年2月3日に開場式が当時のシラクパリ市長が出席してこけら落とし。これまでに2度の世界室内陸上競技選手権大会の開催をはじめ、2000年のヨーロッパ体操競技選手権、ATPマスターズ1000のパリ・マスターズ（1986年-）、1991年と1996年、2010年のユーロリーグファイナルフォー、バレーボール・ワールドリーグ、エリック・ボンパール杯、世界フィギュア（1989年）、グランドスラム・パリ、世界空手道選手権大会（2012年）、世界卓球選手権（2003年・2013年）、世界ハンドボール2017、プロボクシング世界戦、WWEパリ公演、ストリートダンスの世界大会Juste Deboutなど大きなスポーツ大会やコンサートなどが開催されている。2024年パリオリンピックでは体操とトランポリン、バスケットボールの決勝トーナメント会場としても使用される。
また、フランス国内でも著名なライブ会場で、ここでイベントを開催できる団体は数が限られており、日本で言う武道館のような場所である。

## 改修
ベルシーは2017年世界ハンドボールに向けて改修が1億1000万ユーロの費用をかけて計画されている。最大21,000席収容に拡張されるという。